# Зелений Гай (Березнегуватський район)
Зелений Гай — колишнє село в Україні, підпорядковувалося Сергіївській сільській раді Березнегуватського району Миколаївської області.
Засноване 1922 року. Виключене з облікових даних рішенням Миколаївської обласної ради від 29 березня 2013 року у зв'язку з переселенням його мешканців до інших населених пунктів.